# Агуас-ди-Сан-Педру
Агуас-ди-Сан-Педру (порт. Águas de São Pedro) — місто і муніципалітет у бразильському штаті Сан-Паулу. Його населення становить 2707 осіб (2010 рік, IBGE), муніципалітет займає площу 3,612 км².
| Бразилія | Це незавершена стаття з географії Бразилії. Ви можете допомогти проєкту, виправивши або дописавши її. |